# The Pretender
A The Pretender a Foo Fighters 2007-ben megjelent kislemeze. Ez az első kislemez a zenekar 2007-es Echoes, Silence, Patience & Grace albumáról.

## Helyezések és eladási minősítések

### Kislemez-listák
| Lista (2007)                          | Helyezés |
| ------------------------------------- | -------- |
| Ausztrália (ARIA)                     | 10       |
| Ausztria (Ö3 Austria Top 40)          | 46       |
| Belgium (Ultratop 50 Flanders)        | 26       |
| Kanada (Canadian Hot 100)             | 15       |
| Dánia (Tracklisten Top 40)            | 25       |
| Hollandia (Single Top 100)            | 39       |
| Európa (European Hot 100 Singles)     | 24       |
| Németország (Media Control Charts)    | 72       |
| Írország (Irish Singles Chart)        | 11       |
| Új-Zéland (Recorded Music NZ)         | 9        |
| Norvégia (VG-lista)                   | 3        |
| Svédország (Sverigetopplistan)        | 11       |
| Portugália (Portugal Singles Chart)   | 5        |
| Egyesült Királyság (UK Singles Chart) | 8        |
| US Billboard Hot 100                  | 37       |
| US Mainstream Rock (Billboard)        | 1        |
| US Alternative Songs (Billboard)      | 1        |

### Eladási minősítések
| Ország           | Minősítés |
| ---------------- | --------- |
| Ausztrália       | arany     |
| Kanada           | platina   |
| UK               | ezüst     |
| Egyesült Államok | arany     |

## Díjak és elismerések
| Év   | Díj                                              | Eredmény |
| ---- | ------------------------------------------------ | -------- |
| 2007 | MTV Európai Zenei díj - A Legjobb Videó          | Jelölve  |
| 2008 | Grammy-díj - A Legjobb Hard Rock Teljesítmény    | Elnyerte |
| 2008 | Grammy-díj - Az Év Felvétele                     | Jelölve  |
| 2008 | Grammy-díj - A Legjobb Rock Dal                  | Jelölve  |
| 2008 | MTV Ausztráliai Zenei díj - Az Év Videója        | Jelölve  |
| 2008 | MTV Videó Zenei díj - A Legjobb Rock Videó       | Jelölve  |
| 2008 | MTV Videó Zenei díj Japán - A Legjobb Rock Videó | Jelölve  |